# Barão de Monte Verde
Barão de Monte Verde é um título nobiliárquico brasileiro criado por D. Pedro II do Brasil, por carta de 5 de fevereiro de 1861, a favor de Maria Teresa de Sousa Fortes.
Titulares
1. Maria Teresa de Sousa Fortes – primeira e única viscondessa de Monte Verde;
2. Joaquim Pereira da Silva.